# Свекяни
Свекяни (на македонска литературна норма: Свеќани) е село в централната част на Северна Македония, община Градско.

## География
Селото е разположено в областта Клепа, северозападно от общинския център село Градско.

## История

### Етимология
Според академик Иван Дуриданов етимологията на името е под въздействието на думата свек'а „свещ“, която е навлязла по-късно в говора. По-старата форма е *Свещани от стбългарскоо *Свѣштанє < праславянското *Světjāne, жителско име със суфикс -jāne от местното име *Свѣштa, сравнимо със словенското селищно име Sveča.

### В Османската империя
В XIX век Свекяни е малко изцяло българско село във Велешка кааза, Нахия Азот на Османската империя. В „Етнография на вилаетите Адрианопол, Монастир и Салоника“, издадена в Константинопол в 1878 година и отразяваща статистиката на населението от 1873 година, Свйекяни (Sviékyani) е посочено като село с 15 домакинства и 66 жители българи. Според статистиката на Васил Кънчов („Македония. Етнография и статистика“) от 1900 година Свекяни има 100 жители, всички българи християни.
В началото на XX век жителите на селото са под върховенството на Българската екзархия. По данни на секретаря на екзархията Димитър Мишев („La Macédoine et sa Population Chrétienne“) през 1905 година в Свекяне (Svekiané) има 184 българи екзархисти.
През учебната 1912/1913 година учителка в селото е Благородна Накова.
При избухването на Балканската война в 1912 година един човек от селото е доброволец в Македоно-одринското опълчение.

### В Сърбия, Югославия и Северна Македония
След Междусъюзническата война в 1913 година селото попада в Сърбия.
На етническата си карта от 1927 година Леонард Шулце Йена показва Свечани (Svečani) като българско християнско село.
Селската църква „Свети Атанасий“ е в руини. Край селото е и манастирът „Св. св. Константин и Елена“. Останките на първоначалната манастирска църква са от края на IX и началото на X век, а днешната църква е от 30-те години на XX век.